# Litoral-Carníola Interior

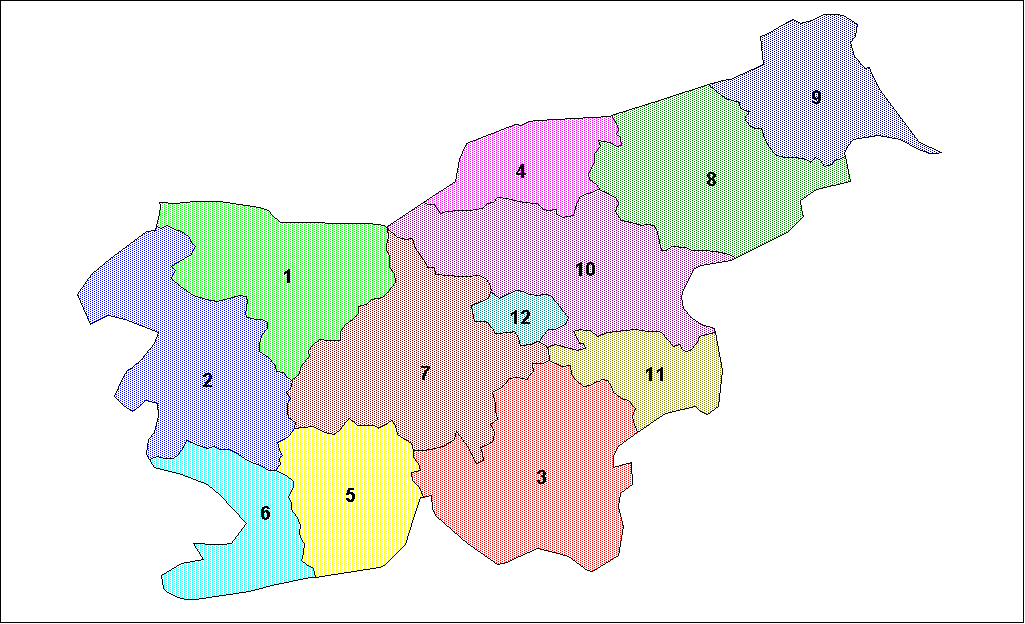
Litoral-Carníola Interior (n.º 5, em amarelo), região estatística da Eslovénia.

A região do Litoral-Carníola Interior (em esloveno:  Primorsko-notranjska regija) é uma das doze regiões estatísticas em que se subdivide a Eslovénia. Em finais de 2005, contava com uma população de 51 173 habitantes. A 1 de janeiro de 2015, mudou o seu nome de Carníola Interior-Carso (ou Carníola Interior-Kras) (em esloveno:  Notranjsko-kraška regija) para o atual.
É composta pelos seguintes municípios:
- Bloke
- Cerknica
- Bistrica Ilírica (Ilirska Bistrica)
- Loška Dolina
- Pivka
- Postojna